# 基扬 (旧市镇)
基扬（法語：Quillan，法語發音：[kijɑ̃] ⓘ）是法国奥德省的一个旧市镇，属于利穆区。2016年，基扬与市镇布勒纳克合并为新的基扬。

## 地理
基扬（42°52'31"N, 2°10'55"E）面积20.97 平方千米，位于法国奧克西塔尼大區奥德省，该省份为法国南部沿海省份，北起塔恩省，西北接上加龙省，西接阿列日省，南至东比利牛斯省，东临地中海，东北与埃罗省接壤。
与基扬接壤的市镇（或旧市镇、城区）包括：贝尔维亚讷和卡维拉克、奥德河畔康帕涅、库东、法村、日诺勒、基尔巴茹、圣费里奥尔、圣朱利亚德贝克、基扬。

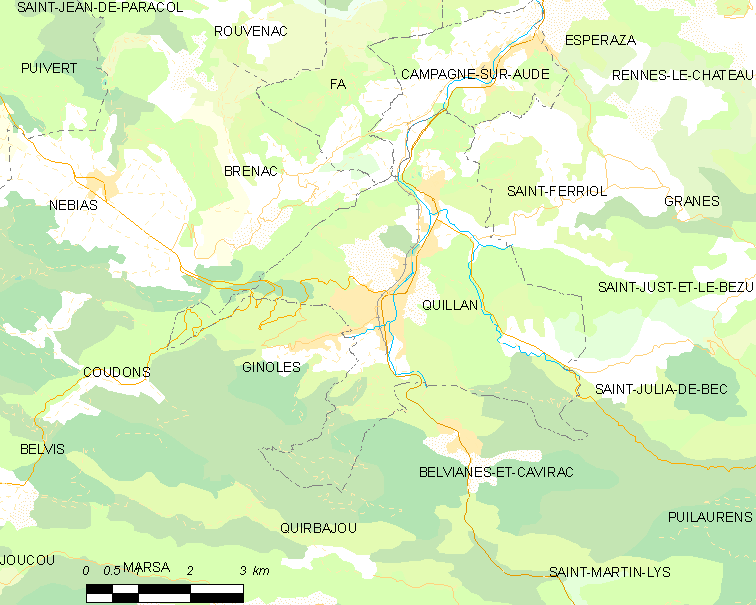
的OSM定位图

基扬的时区为UTC+01:00、UTC+02:00（夏令时）。

## 行政
基扬的邮政编码为11500，INSEE市镇编码为11304。

## 政治
基扬所属的省级选区为上奥德河谷县。

## 人口

1962-2008年间人口变化图示

基扬于2019年1月1日时的人口数量为3212人。